# Skellefteå Kraft Arena

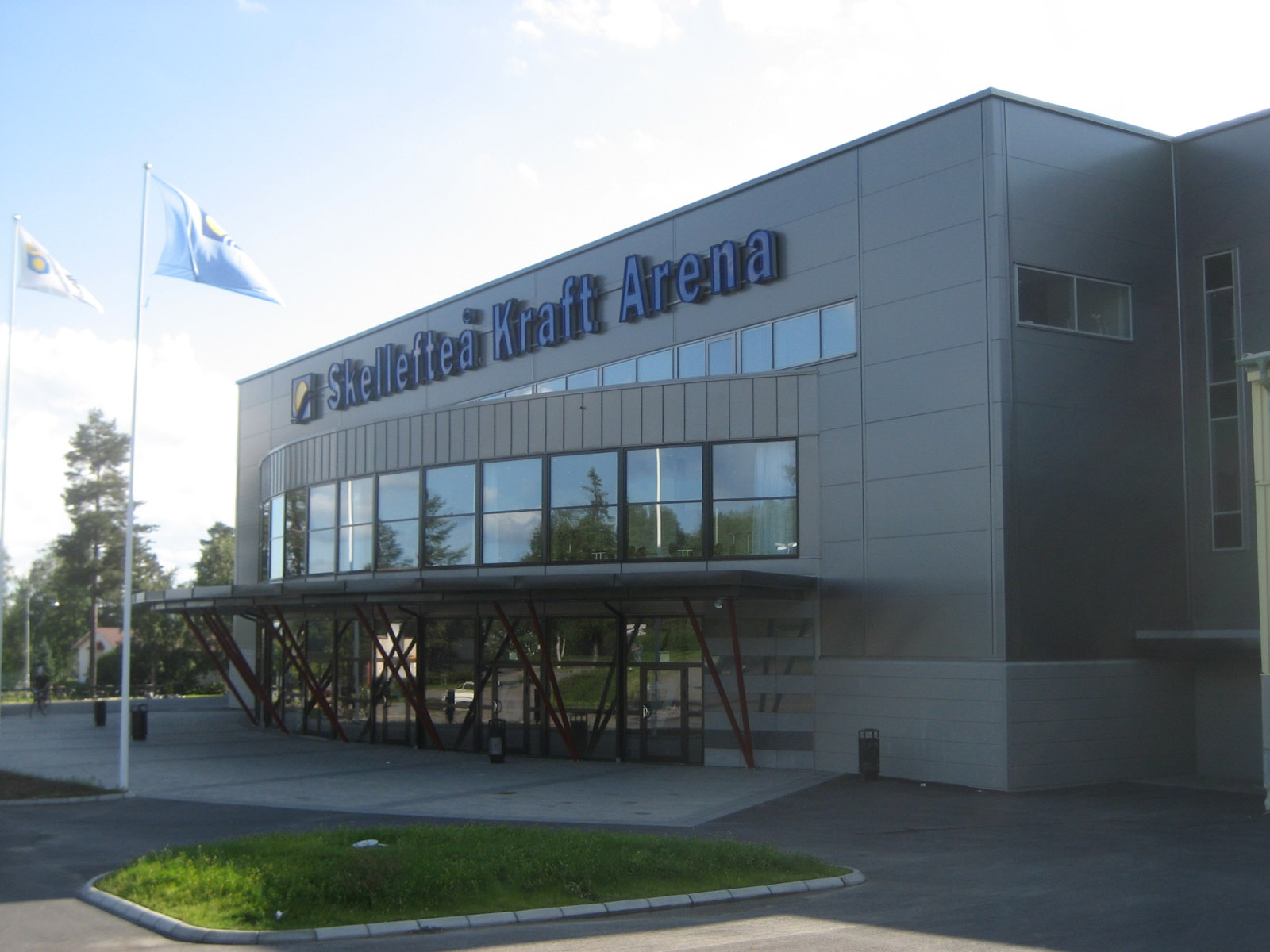
Skellefteå Kraft Arena

Skellefteå Kraft Arena é um pavillhão polidesportivo e um estádio de hóquei no gelo localizado na cidade de Skellefteå, Suécia.
É usada para variados eventos, tais como  hóquei no gelo,espetáculos musicais, exposições, conferências e congressos.
Foi inaugurado em 1967 e reconstruída em 2016, tendo capacidade máxima para  5 801 pessoas durante eventos desportivos.
É utilizado pelo clube de hóquei no gelo Skellefteå AIK.